# Château de la Cour (Cigné)
Pour les articles homonymes, voir Château de la Cour.
Le Château de la Cour est un château français, situé à Cigné, dans le département de la Mayenne et la région des Pays de la Loire. Il est situé près du bourg . On y voit encore quelques fenêtres grillées. 

## Historique
Les détenteurs prenaient le titre de seigneur de Cigné, mais n'avaient que justice foncière et relevaient de Torcé. Cette seigneurie est qualifiée au XVe siècle « franc-fieu, terre et seigneurie de Cigné, avec domaine, douves ». Jean de Logé y ajouta, en 1514, pour une rente de 12 ₶, « la maison et dépendances qui sont maintenant la maison seigneuriale de Cigné, près le bourg », écrit-on en 1614. 

## Sources et bibliographie
- « Château de la Cour (Cigné) », dans Alphonse-Victor Angot et Ferdinand Gaugain, Dictionnaire historique, topographique et biographique de la Mayenne, Laval, A. Goupil, 1900-1910 [détail des éditions] (BNF 34106789, présentation en ligne)